# Synema jaspideum
Synema jaspideum là một loài nhện trong họ Thomisidae.
Loài này thuộc chi Synema. Synema jaspideum được Eugène Simon miêu tả năm 1907.